# Daniel Bertrand de Langle
Daniel Bertrand de Langle (né à Rennes le 9 septembre 1701 et mort le 25 juin 1774) est un ecclésiastique qui fut évêque de Saint-Papoul de 1738 à 1774.

## Biographie
Daniel Bertrand de Langle est issu d'une noble famille bretonne et naît à Rennes en 1701. Il est pourvu de 1729 à sa mort en commende de l'abbaye Notre-Dame de Blanche-Couronne dans le diocèse de Nantes. Les bâtiments sont dans un tel état de délabrement que pendant son abbatiat les quatre derniers moines quittent l'abbaye le 3 avril 1767 afin de s'établir dans le prieuré Saint-Jacques de Pirmil. 
Docteur en théologie en 1732, il est doyen du chapitre de chanoines de Nantes. 
Nommé évêque de Saint-Papoul (Aude) en 1738, il reçoit ses bulles pontificales de confirmation le 26 janvier 1739 et consacré à Paris en avril 1739 par Charles Gaspard Guillaume de Vintimille du Luc, archevêque de Paris. Il participe à l'Assemblée du clergé de 1745.
À sa mort en juin 1774, il lègue sa fortune afin de faire édifier l'hôpital de Castelnaudary[réf. nécessaire].